# Jordy Gaspar
Jordy Gaspar (Saint-Priest-en-Jarez, 23 aprile 1997) è un calciatore francese naturalizzato angolano, difensore del Pau e della nazionale angolana.

## Carriera

### Club
Cresciuto nel settore giovanile dell'Olympique Lione, ha esordito in prima squadra il 27 settembre 2016, nella partita di Champions League persa per 1-0 contro il Siviglia. Il 16 giugno 2017 viene tesserato dal Monaco, con cui firma un triennale, venendo subito ceduto in prestito al Cercle Bruges. Rientrato al Monaco, trascorre due stagioni con la seconda squadra del club, militante in Championnat National 2; l'11 giugno 2020 passa a parametro zero al Grenoble, con cui si lega fino al 2023.

### Nazionale
Dopo avere rappresentato le selezioni giovanili francesi ha scelto di rappresentare l'Angola, con cui ha esordito il 22 marzo 2024 nell'amichevole persa 1-0 contro il Marocco.

## Statistiche

### Presenze e reti nei club
Statistiche aggiornate al 28 gennaio 2024.
| Stagione                 | Squadra                  | Campionato               | Campionato | Campionato | Coppe nazionali | Coppe nazionali | Coppe nazionali | Coppe continentali | Coppe continentali | Coppe continentali | Altre coppe | Altre coppe | Altre coppe | Totale | Totale | Totale |
| Stagione                 | Squadra                  | Comp                     | Pres       | Reti       | Comp            | Pres            | Reti            | Comp               | Pres               | Reti               | Comp        | Pres        | Reti        | Pres   | Reti   |        |
| ------------------------ | ------------------------ | ------------------------ | ---------- | ---------- | --------------- | --------------- | --------------- | ------------------ | ------------------ | ------------------ | ----------- | ----------- | ----------- | ------ | ------ | ------ |
| 2014-2015                | Olympique Lione 2        | CFA                      | 15         | 0          | -               | -               | -               | -                  | -                  | -                  | -           | -           | -           | 15     | 0      |        |
| 2015-2016                | Olympique Lione 2        | CFA                      | 7          | 0          | -               | -               | -               | -                  | -                  | -                  | -           | -           | -           | 7      | 0      |        |
| 2016-2017                | Olympique Lione 2        | CFA                      | 14         | 0          | -               | -               | -               | -                  | -                  | -                  | -           | -           | -           | 14     | 0      |        |
| Totale Olympique Lione 2 | Totale Olympique Lione 2 | Totale Olympique Lione 2 | 36         | 0          |                 | -               | -               |                    | -                  | -                  |             | -           | -           | 36     | 0      |        |
| 2016-2017                | Olympique Lione          | L1                       | 2          | 0          | CF+CdL          | 0               | 0               | UCL+UEL            | 1+0                | 0                  | SF          | 0           | 0           | 3      | 0      |        |
| 2017-2018                | Cercle Bruges            | D2                       | 16         | 1          | CB              | 2               | 0               | -                  | -                  | -                  | -           | -           | -           | 18     | 1      |        |
| 2018-2019                | Monaco 2                 | CN2                      | 20         | 0          | -               | -               | -               | -                  | -                  | -                  | -           | -           | -           | 20     | 0      |        |
| 2019-2020                | Monaco 2                 | CN2                      | 12         | 0          | -               | -               | -               | -                  | -                  | -                  | -           | -           | -           | 12     | 0      |        |
| Totale Monaco 2          | Totale Monaco 2          | Totale Monaco 2          | 32         | 0          |                 | -               | -               |                    | -                  | -                  |             | -           | -           | 32     | 0      |        |
| 2020-2021                | Grenoble                 | L2                       | 27         | 0          | CF              | 0               | 0               | -                  | -                  | -                  | -           | -           | -           | 27     | 0      |        |
| 2021-2022                | Grenoble                 | L2                       | 33         | 0          | CF              | 2               | 0               | -                  | -                  | -                  | -           | -           | -           | 35     | 0      |        |
| 2022-2023                | Grenoble                 | L2                       | 26         | 1          | CF              | 5               | 0               | -                  | -                  | -                  | -           | -           | -           | 31     | 1      |        |
| Totale Grenoble          | Totale Grenoble          | Totale Grenoble          | 86         | 1          |                 | 7               | 0               |                    | -                  | -                  |             | -           | -           | 93     | 1      |        |
| gen.-giu. 2024           | Pau                      | L2                       | 0          | 0          | CF              | 0               | 0               | -                  | -                  | -                  | -           | -           | -           | 0      | 0      |        |
| Totale carriera          | Totale carriera          | Totale carriera          | 172        | 2          |                 | 9               | 0               |                    | 1                  | 0                  |             | 0           | 0           | 182    | 2      |        |

## Palmarès

### Club

#### Competizioni nazionali
- Tweede klasse: 1

Cercle Bruges: 2017-2018